# Silvia Brunner
Silvia Brunner (* 17. Januar 1958 in Davos) ist eine ehemalige Schweizer Eisschnellläuferin.

## Werdegang
Brunner, die für den ISC Davos startete, siegte bei Schweizer Meisterschaften 11-mal im Sprint-Mehrkampf (1976–1980, 1982, 1984, 1985, 1988, 1990, 1991), fünfmal im Mini-Mehrkampf (1977–1979, 1981, 1985) und einmal im Kleinen Vierkampf (1983). Zudem wurde sie bei Schweizer Meisterschaften zweimal Dritte im Mini-Mehrkampf und trat international erstmals in der Saison 1976/77 in Erscheinung. Dabei kam sie bei den Juniorenweltmeisterschaften 1977 in Inzell auf den vierten Platz im Mini-Mehrkampf und bei der Sprintweltmeisterschaft 1977 in Alkmaar auf den 13. Rang. In der Saison 1977/78 lief sie bei den Juniorenweltmeisterschaften 1978 in Montreal auf den zehnten Platz im Mini-Mehrkampf und bei der Sprintweltmeisterschaft 1978 in Lake Placid auf den 19. Rang. Bei der Sprintweltmeisterschaft 1979 in Inzell errang sie den zehnten Platz. In der Saison 1979/80 belegte sie bei den Olympischen Winterspielen 1980 in Lake Placid den 29. Platz über 1000 m sowie den 13. Rang über 500 m und bei der Sprintweltmeisterschaft 1980 in West Allis den 17. Rang. Im folgenden Jahr nahm sie an der Mehrkampfeuropameisterschaft in Heerenveen teil, wo sie nach drei von vier Läufen ausschied, und errang bei der Sprintweltmeisterschaft 1981 in Grenoble den 14. Platz.
Nach Platz 14 im Mini-Mehrkampf bei der Mehrkampfeuropameisterschaft 1982 in Heerenveen zu Beginn der Saison 1981/82 kam Brunner bei der Mehrkampfweltmeisterschaft 1982 in Inzell auf den 20. Platz im Mini-Mehrkampf und bei der Sprintweltmeisterschaft 1982 in Alkmaar auf den 15. Platz. In der Saison 1982/83 erreichte sie bei der Mehrkampfeuropameisterschaft 1983 in Heerenveen den 17. Platz im Kleinen Vierkampf und bei der Sprintweltmeisterschaft 1983 in Helsinki den 13. Rang. Nach ersten Plätzen bei einem internationalen Wettbewerb in Innsbruck zu Beginn der Saison 1983/84 wurde sie dort bei der 3-Bahnen-Tournee Zweite im Sprint-Mehrkampf und belegte bei den Olympischen Winterspielen 1984 in Sarajevo den 16. Platz über 1500 m sowie jeweils den 11. Rang über 500 m und 1000 m. Letztmals international startete sie bei der Sprintweltmeisterschaft 1984 in Trondheim, wobei sie den vierten Lauf nach einem Sturz vorzeitig beendete.

## Erfolge

### Olympische Spiele
- 1980 Lake Placid: 13. Platz 500 m, 29. Platz 1000 m
- 1984 Sarajevo: 11. Platz 500 m, 11. Platz 1000 m, 16. Platz 1500 m

### Mehrkampf-Weltmeisterschaften
- 1982 Inzell: 20. Platz Mini-Mehrkampf

### Sprint-Weltmeisterschaften
- 1977 Alkmaar: 13. Platz Sprint-Mehrkampf
- 1978 Lake Placid: 19. Platz Sprint-Mehrkampf
- 1979 Inzell: 10. Platz Sprint-Mehrkampf
- 1980 West Allis: 17. Platz Sprint-Mehrkampf
- 1981 Grenoble: 14. Platz Sprint-Mehrkampf
- 1982 Alkmaar: 15. Platz Sprint-Mehrkampf
- 1983 Helsinki: 13. Platz Sprint-Mehrkampf

### Mehrkampf-Europameisterschaften
- 1982 Heerenveen: 14. Platz Mini-Mehrkampf
- 1983 Heerenveen: 17. Platz Kleiner Vierkampf

## Persönliche Bestleistungen
| Disziplin | Zeit        | Datum             | Ort    |
| --------- | ----------- | ----------------- | ------ |
| 500 m     | 41,20 s     | 4. Februar 1984   | Davos  |
| 1000 m    | 1:23,54 min | 21. Januar 1984   | Davos  |
| 1500 m    | 2:12,27 min | 28. Januar 1984   | Davos  |
| 3000 m    | 4:47,30 min | 28. Dezember 1981 | Inzell |
| 5000 m    | 8:22,77 min | 11. Dezember 1982 | Inzell |